# Братська могила радянських воїнів та пам’ятник воїнам-землякам
Меморіальний комплекс: Братська могила радянських воїнів та пам'ятний знак на честь загиблих воїнів-земляків — пам'ятка історії місцевого значення (охоронний № 393-См), розташована в центрі села Сім'янівка Конотопського району на Сумщині біля приміщення Будинку культури. На братській могилі в 1977 році проведено реконструкцію.
Занесено до Державного реєстру нерухомих пам'яток України Наказом міністерства культури України від 16 грудня 2016 року № 1198.

## Історія
Ще під час німецько-радянської війни на території села Сім'янівка Конотопського району було поховано 107 радянських воїнів з підрозділів 40-ї армії, які загинули на початку жовтня 1941 року під час оборонних боїв за село. Також тут поховані воїни 487-го стрілецького полку 143-ї стрілецької дивізії; 985-го стрілецького полку, 730-го артполку і 348-ї окремої розвідроти 226-ї мотострілецької дивізії, які загинули у боях за визволення села від німецько-нацистських загарбників 7 вересня 1943 року. Відомі прізвища всіх загиблих.
У 1958 році останки загиблих воїнів з різних місць були перенесені до братської могили, на якій у тому ж році було встановлено скульптуру воїна. На бокових плитах викарбувані прізвища визволителів.
У 1977 році проведено реконструкцію. Скульптуру воїна знято. За могилою встановлено бетонну стелу, а ліворуч стели — залізобетонну скульптуру жінку.

## Опис
Меморіальний комплекс складається з бетонної стели довжиною 40 та висотою 3,5 метри. На цій стелі закріплено 25 меморіальних дощок з прізвищами 214 загиблих воїнів-земляків. Ліворуч стели — залізобетонна скульптура жінки /2,5 м/ на цегляному потинькованому постаменті, а праворуч викарбувані дати «1941 — 1945». У центрі встановлено бетонний пілон, висотою 10 метрів. Автор меморіалу — скульптор М. Шаповал.